# Papilio andronicus
Espèce
Papilio andronicus ou Écharpe à rubans est une espèce de lépidoptères (papillons) de la famille des Papilionidae. Cette espèce est présente au Cameroun et au Gabon.

## Description
À l'avers les ailes sont marron foncé. Les ailes antérieures portent une bande assez large de couleur blanche, dentelée sur un côté et une macule de même couleur à l'apex. Les ailes postérieures sont arrondies, sans queues. Elles portent une large bande blanche.
Au revers les ailes sont marron, plus clair qu'à l'avers. Les motifs sont similaires, mais les ailes postérieures sont orangées à la base, les veines sont noires et il y a des traits noirs dans les espaces interveineux. Le corps est noir avec des macules blanches.
Christopher Ward (d), dans sa publication de 1871, indique que cette espèce présente une envergure d'environ 114 mm.

## Écologie
L'écologie de cette espèce est mal connue. La plante-hôte n'a pas été identifiée. Comme chez les autres espèce de Papilio les chenilles passent probablement par cinq stades avant de se changer en chrysalide, et la chrysalide est fixée à son support par son crémaster et par une ceinture de soie.

## Habitat et répartition
Papilio andronicus est présent dans l'écozone afrotropicale, au Cameroun et au Gabon.

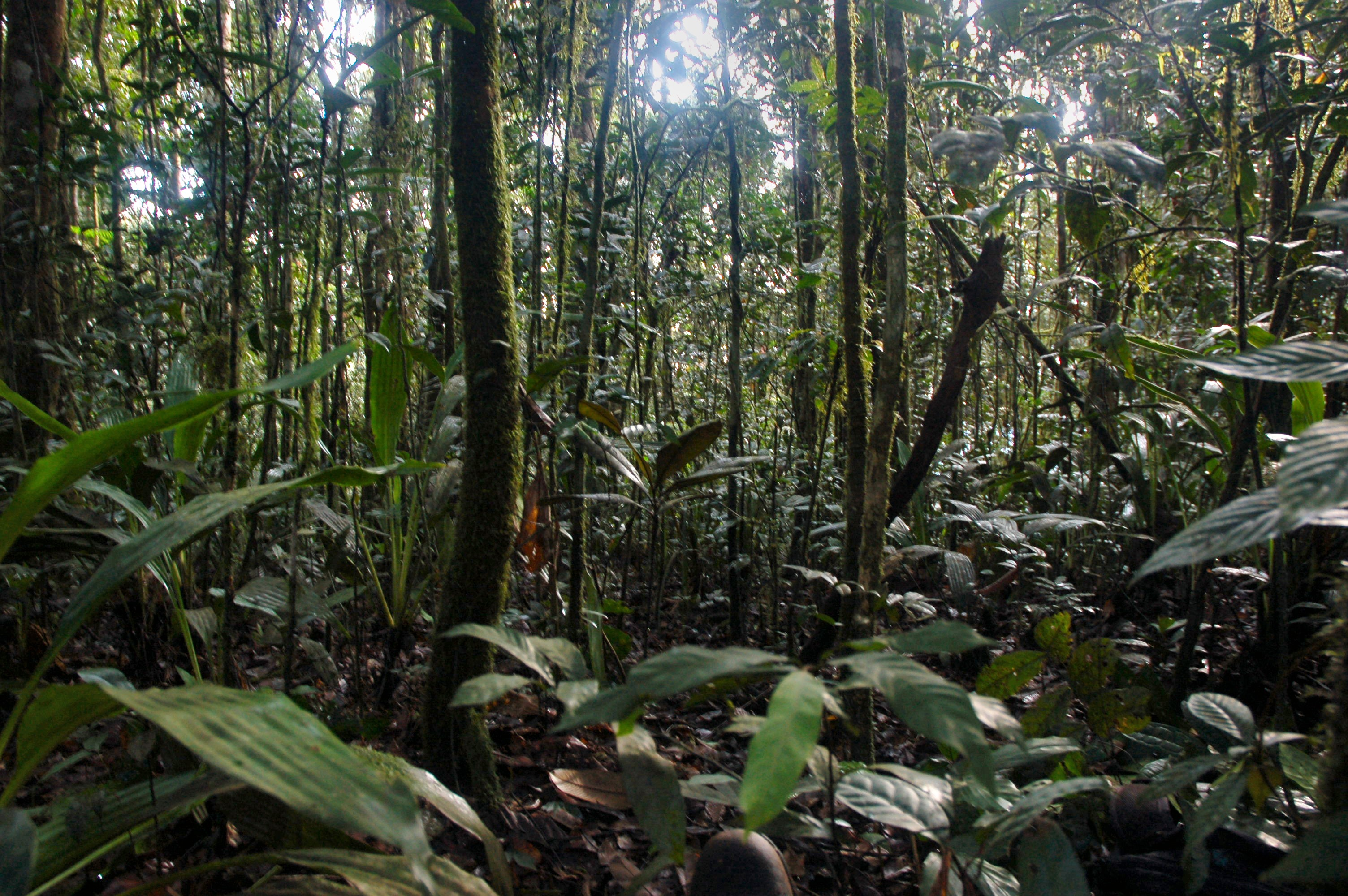
Forêt au sommet du mont Mimongo (Gabon).
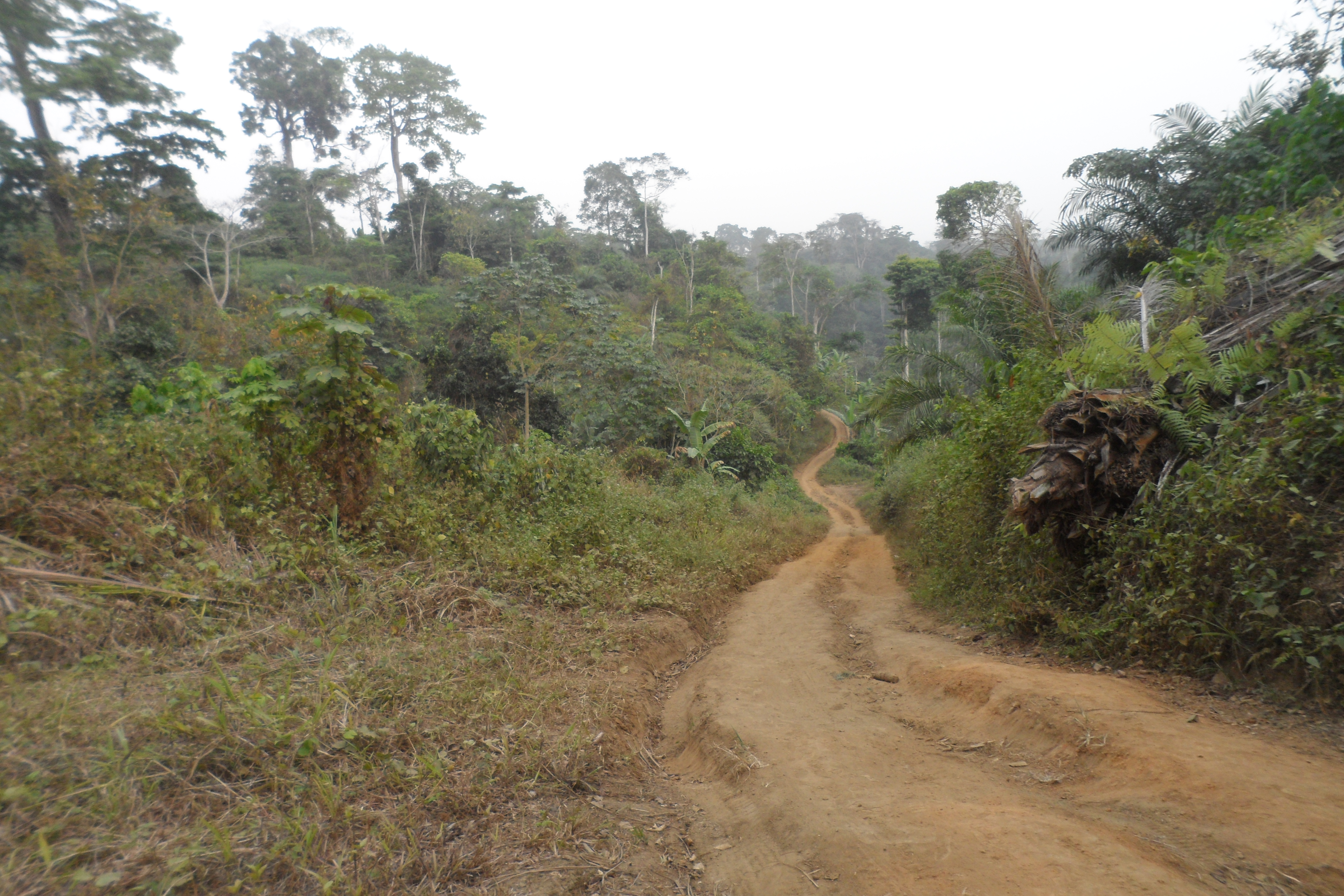
Réserve forestière du lac Barombi Mbo (Cameroun).

## Systématique
L'espèce Papilio andronicus a été décrite pour la première fois en 1871 par l'entomologiste britannique Christopher Ward (d) (1836-1900) dans Entomology monthly magazine, à partir d'un spécimen du Cameroun. L'espèce appartient au groupe de Papilio zenobia, composé d'une dizaine de Papilio africains.

## Publication originale
- (en) Christopher Ward, « Description of New Species of African Diurnal Lepidoptera », Entomologist's Monthly Magazine, Oxford, Pemberley Books (d) et Entomologist's Monthly Magazine Ltd. (d), vol. 8,‎ 1871, p. 118-122 (ISSN 0013-8908, OCLC 1568052, lire en ligne).

## Papilio andronicuset l'Humain

### Nom vernaculaire
Cette espèce est appelée Ribbon Sash en anglais.

### Menaces et conservation
Papilio andronicus n'est pas évalué par l'UICN.